# Richard Kiel
Pour les articles homonymes, voir Kiel (homonymie).
Richard Kiel, né Richard Dawson Kiel le 13 septembre 1939 à Détroit, Michigan, et mort le 10 septembre 2014 à Fresno, Californie, est un acteur, scénariste et producteur de cinéma américain.
Avec ses 2,18 m (7′ 2″), conséquence de l'acromégalie, il est célèbre pour ses rôles de géant, surtout celui de Requin (Jaws), ennemi de James Bond dans L'Espion qui m'aimait et Moonraker.

## Biographie

### Enfance
Richard Kiel, d'origine allemande, est né le 13 septembre 1939 à Détroit, dans le Michigan, aux (États-Unis). Les parents de Kiel sont de taille moyenne. La famille s'installe à Los Angeles lorsqu'il a huit ans. Sa croissance, tout à fait exceptionnelle, commence lors de sa préadolescence.

### Carrière
Après avoir vendu des concessions funéraires, enseigné les mathématiques et travaillé comme videur dans une boîte de nuit, il apparaît au cinéma en 1961 dans La Planète fantôme (The Phantom Planet). Il obtient ensuite des rôles à la télévision, dans des séries aussi diverses que La Quatrième Dimension et Les Espions. Entre 1965 et 1968, il joue dans plusieurs épisodes de la série Les Mystères de l'Ouest.

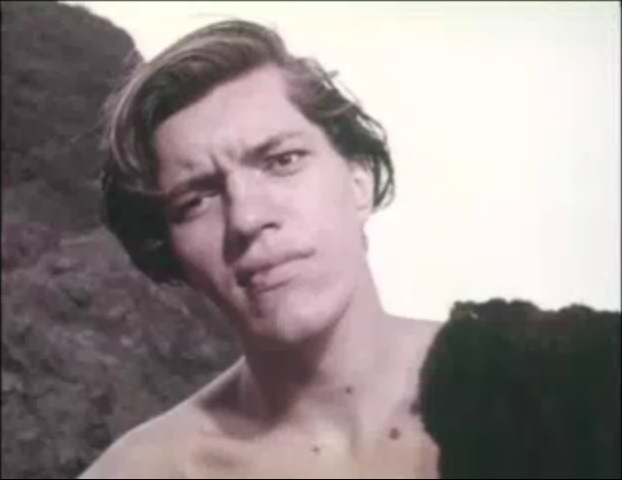
Richard Kiel dans Eegah en 1962.

On le voit aussi au cinéma dans Docteur Jerry et Mister Love avec Jerry Lewis et Transamerica Express, aux côtés de Clifton James. En 1977, le producteur Albert R. Broccoli fait appel à lui pour interpréter le rôle du méchant, nommé Requin (Jaws dans la version originale) dans le 10e film de la saga James Bond L'Espion qui m'aimait avec Roger Moore qui endosse pour la troisième fois le costume de 007. La denture métallique du méchant créée par la belle-fille de Stanley Kubrick devient instantanément culte. Kiel devient alors une star internationale. Richard Kiel et Arnold Schwarzenegger étaient les deux derniers prétendants pour jouer Hulk dans la série télé éponyme. Lorsque Richard Kiel fut  engagé pour jouer Jaws, Hulk fut interprété par Lou Ferrigno. Il tourne dans la foulée d'autres films, de guerre, L'ouragan vient de Navarone ou de space opera, L'Humanoïde. Mais à la demande du fils du producteur Michael G. Wilson, Kiel reprend son rôle de Requin dans Moonraker en 1979, 11e film de James Bond, toujours avec Roger Moore dans le rôle principal. À la sortie du film, l'acteur et sa famille sont envoyés en tournée mondiale pendant quinze semaines, avec un succès phénoménal en Allemagne, en France, au Royaume-Uni, au Japon et dans les pays scandinaves.
Richard Kiel a aussi fait de nombreuses apparitions dans les congrès et conventions de fans de James Bond.

### Vie privée
En 1960, il épouse Faye Daniels puis ils divorcent en 1973. En 1974, R. Kiel épouse Diane Rogers.
Depuis un accident de voiture en 1991, Kiel utilisait un déambulateur ou un fauteuil roulant pour les déplacements plus importants car il avait des problèmes d'équilibre.

### Décès
Il meurt le 10 septembre 2014, d'un infarctus du myocarde consécutif à une infection cardiaque, à l'hôpital Saint Agnes de Fresno (Californie). Une semaine auparavant, il y avait été admis après s'être cassé une jambe. Il laisse son épouse Diane, ainsi que quatre enfants et neuf petits-enfants.

## Filmographie

### Acteur

#### Cinéma

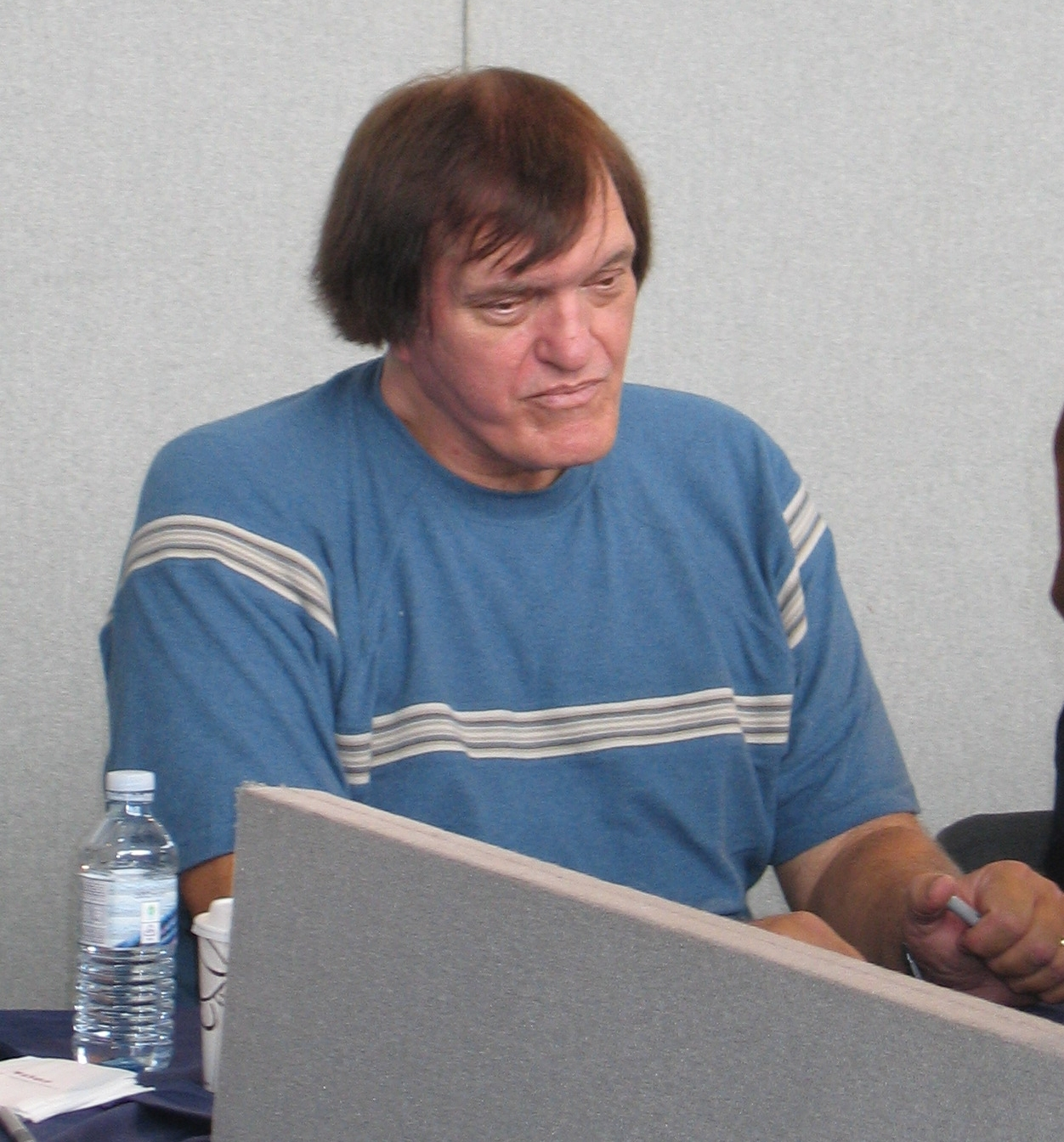
Richard Kiel en 2004.

- 1961 : La Planète fantôme (The Phantom Planet) : The Solarite
- 1962 : L'Épée enchantée (The Magic Sword) : Pinhead
- 1962 : Eegah : Eegah
- 1963 : House of the Damned (en) de Maury Dexter  : Le géant
- 1963 : Docteur Jerry et Mister Love (The Nutty Professor) : Culturiste #1
- 1964 : L'Homme à tout faire (Roustabout) de John Rich : Strongman
- 1964 : The Nasty Rabbit : Ranch foreman
- 1965 : Two on a Guillotine : Le gros homme aux funérailles
- 1965 : Les Créatures de Kolos (The Human Duplicators) : Dr. Kolos
- 1965 : Brainstorm (en) : Inmate at Insane Asylum
- 1965 : Lassie's Great Adventure : Chinook Pete
- 1966 : The Las Vegas Hillbillys
- 1967 : A Man Called Dagger : Otto
- 1968 : Skidoo (Skidoo) : Beany
- 1970 : Melinda (On a Clear Day You Can See Forever) : Blacksmith
- 1972 : Deadhead Miles (en), de Vernon Zimmerman
- 1974 : Plein la gueule (The Longest Yard) : Samson
- 1976 :  Starsky et Hutch : S1 Ep19 : Iggy, le catcheur géant
- 1976 : Gus : homme grand
- 1976 : Flash and the Firecat (en) : Investigator
- 1976 : Transamerica Express (Silver Streak) : Reace
- 1977 : L'Espion qui m'aimait (The Spy Who Loved Me) : Requin
- 1978 : L'ouragan vient de Navarone (Force 10 from Navarone) : Capt. Drazak
- 1978 : They Went That-A-Way & That-A-Way (en) : Duke
- 1979 : L'Humanoïde (L'umanoide) : Golob
- 1979 : Moonraker : Requin
- 1981 : Les Fesses à l'air (So Fine) : Eddie
- 1983 : Hysterical : Captain Howdy
- 1983 : Phoenix : Steel Hand
- 1984 : Cannonball 2 (Cannonball Run II) : Arnold, Mitsubishi Driver
- 1984 : Mad Mission 3: Our Man from Bond Street (Zuijia paidang zhi nuhuang miling) : Big G
- 1985 : Qing bao long hu men : Laszlo
- 1985 : Pale Rider : Club
- 1989 : The Princess and the Dwarf
- 1990 : Think Big : Irving
- 1991 : The Giant of Thunder Mountain : Eli Weaver
- 1996 : Happy Gilmore : Mr. Lawson
- 1999 : Inspecteur Gadget (Inspector Gadget) : Requin
- 2000 : BloodHounds, Inc. #5: Fangs for the Memories (vidéo) : Mortimer
- 2010 : The Awakened : Jasper
- 2010 : The Corpse of Albert Cradette : Albert Cradette

#### Télévision
- 1960 : Laramie (série) : un épisode
- 1960 : Klondike (série), un épisode : Duff Branigan
- 1961 : The Phantom : Big Mike
- 1962 : La Quatrième Dimension (The Twilight Zone), saison 3 épisode 24 Comment servir l'homme (To Serve Man)
- 1963 : 30 Minutes at Gunsight
- 1965 à 1968 : Les Mystères de l'Ouest (The Wild Wild West), de Michael Garrison (série TV)
  - La Nuit de la Terreur (The Night the Wizard Shook the Earth), saison 1 épisode 3, de Bernard L. Kowalski (1965) : Voltaire
  - La Nuit de la Ville sans Voix (The Night That Terror Stalked the Town), saison 1 épisode 10, d'Alvin Ganzer (1965) : Voltaire
  - La Nuit de l'Attentat (The Night of the Whirring Death), saison 1 épisode 20, de Mark Rydell (1966) : Voltaire
  - La Nuit de la Bête (The Night of the Simian Terror), saison 3 épisode 23, de Michael Caffey (1968) : Dimas Buckley
- 1970 : The Boy Who Stole the Elephant : Luke Brown
- 1974 : Land of the Lost : Malak
- 1974 : Dossiers brûlants (Kolchak the night stalker) : dans plusieurs épisodes dans des rôles de monstres
- 1975 : La Côte sauvage (Barbary Coast) : Moose Moran dans 14 épisodes.
- 1976 : Starsky et Hutch, Higgy saison 1 épisode 19 Le Tigre d'Omaha (The Omaha Tiger)
- 1977 : L'Incroyable Hulk (The Incredible Hulk) : Hulk (une scène seulement).
- 1981 : L'Homme qui tombe à pic (The fall guy) : il joue "Animal" dans l'épisode 5 : La Ruse

### Scénariste
- 1991 : The Giant of Thunder Mountain

### Producteur
- 1991 : The Giant of Thunder Mountain

## Doublage
- 2010 : Raiponce : Vlad

## Jeux vidéo
- 007 : Goldeneye : Requin
- 007 : Quitte ou double : Requin (voix originale, capture de mouvement et physique)
- 007 Legends : Requin

## Voix françaises
- Georges Atlas (*1926 - 1996) dans :
  - Plein la gueule
  - Moonraker
  - Pale Rider, le cavalier solitaire

- Alain Dorval (*1946 - 2024) dans :
  - L'Ouragan vient de Navarone
  - Cannonball 2

et aussi
- Henry Djanik (*1926 - 2008) dans Hysterical
- Antoine Tomé dans Happy Gilmore
- Raphaël Cimolino dans Raiponce (voix)